# فيصل بولاقر
فيصل بولاقر (28 أبريل 1979) هو سياسي هولندي-مغربي، يعمل كعضو في مجلس النواب منذ الانتخابات العامة الهولندية 2021، وهو عضو في الحزب الديمقراطي الاجتماعي الليبرالي 66 (D66) وشغل منصباً في مجلس بلدية بريدا (2014-2021).

## حياته
ولد فيصل عام 1979 في قرية تيفروين المغربية، وله ثلاثة أشقاء وثلاث شقيقات. هاجرت عائلته إلى هولندا في عام 1983 بعد أن انتقل والده هناك في عام 1966 للعمل، نشأ وترعرع في حي بريدا. التحق بالمدرسة الثانوية أولوف في كلية فلوريجن بين عامي 1993 و1998.
ثم عمل حارس أمن في دار المسنين في مدينة بريدا من عام 2004 الى عام 2006. قام بتنظيم تدريب مجاني لكرة قدم الصالات للأطفال. ثم عمل كمدرب ومستشار لبرنامج التقدم في السن معًا، الذي يشجع التطوع لكبار السن.

## الحياة السياسية
انضم إلى حزب الديمقراطيين 66 في عام 2009 بسبب صعود الشعبوية وانتُخب لعضوية مجلس بلدية بريدا في الانتخابات البلدية الهولندية لعام 2014. ثم أعيد انتخابه في الانتخابات البلدية الهولندية لعام 2018 كمرشح ثالث للحزب، ثم شغل منصب المتحدث باسم الحزب للبناء والإسكان والمناخ والأمن والمنطقة. كما شغل منصب مدير حملة الحزب في منطقة بريدا لثلاثة انتخابات في 2018 و 2019.
ترشح لعضوية البرلمان في الانتخابات العامة لعام 2021، حيث احتل المركز السادس عشر على قائمة حزب الديمقراطيون 66، وعين عضواً في مجلس النواب في 31 مارس بعد أن تم انتخابه بأغلبية 2875 صوتًا. وفي اليوم التالي أستقال من منصبه في مجلس بلدية بريدا، ومن مهامه كعضو في مجلس النواب كان تخصصه في الإسكان والتخطيط والسكك الحديدية والنقل العام، ثم عمل مع لجنة التعدين والزلازل. وكان ضمن اللجان البرلمانية للزراعة والطبيعة وجودة الغذاء، والشؤون الاقتصادية والمناخ؛ ولجنة البنى التحتية وإدارة المياه؛ وهو عضو استشاري في مجلس برلمان دول البنلوكس.

## الحياة الشخصية
فيصل من سكان قرية شمال بربنت تيترنغن، التي تقع بالقرب من بريدا. متزوج وله ولدان وبنت.